# Année des quatre empereurs

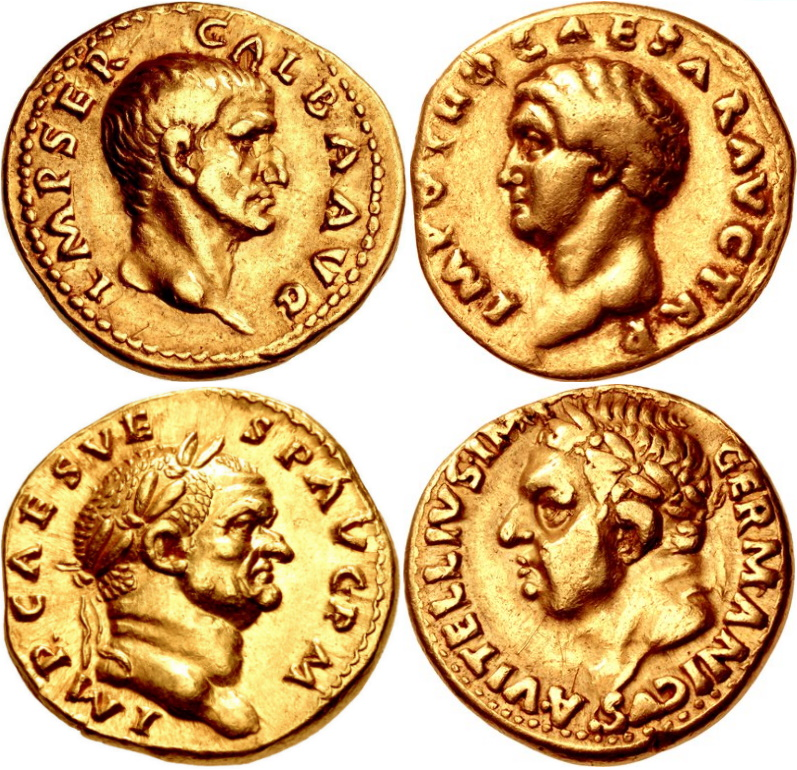
Aurei des quatre empereurs en 69. Dans le sens des aiguilles d'une montre depuis en haut à gauche : Galba, Othon, Vitellius, Vespasien.

 (février 2018).
L'Année des quatre empereurs désigne la période de juin 68 à décembre 69 qui voit se succéder à la tête de l'Empire romain pas moins de trois empereurs (Galba, Othon, Vitellius), avant que le pouvoir échoie à Vespasien, premier empereur de la nouvelle dynastie des Flaviens. Première guerre civile depuis le règne d'Auguste, celle-ci débute dans les derniers mois du règne de Néron avec la révolte de Caius Julius Vindex dans la province de Gaule lyonnaise.

## Les événements

### La fin du règne de Néron
Au début de l'année 68, la révolte gronde contre Néron. Le gouverneur de la province de Gaule lyonnaise, Caius Julius Vindex, menace d'entrer ouvertement en révolte contre l'empereur. Il réussit à rallier à sa cause Servius Sulpicius Galba, gouverneur de Tarraconaise.
En Afrique, le légat de la Legio III Augusta, Lucius Clodius Macer, entre également en révolte contre Néron, menaçant de couper le ravitaillement de Rome en blé africain.
Le 15 mai 68, le préfet des légions de Germanie supérieure, Lucius Verginius Rufus, défait facilement les troupes de Vindex à la bataille de Vesontio, près de l'actuelle Besançon. Néron dispose dès lors d'un sursis.
En Espagne, Galba se fait proclamer empereur mais n'accepte, selon Suétone, qu'un titre plus humble, celui de Lieutenant du Sénat et du Peuple romain. Il lève des troupes pour renforcer sa légion, la Légion VIIa Galbiana.
À Rome, le préfet du prétoire Nymphidius Sabinus, secrètement rallié à Galba, accroît la paranoïa de Néron en lui transmettant de fausses informations. Il finit ainsi par le persuader de quitter sa Domus aurea pour une maison dans la banlieue de Rome. Une fois Néron éloigné, Galba obtient le soutien des prétoriens, grâce à Sabinus, pendant que le Sénat vote la déchéance de Néron, qui se suicide le 11 juin 68. Le Sénat vote la damnatio memoriæ de Néron et plébiscite Galba.

### Le règne de Galba
Galba rassemble alors ses troupes et marche sur Rome. Contre toute attente, il met près de quatre mois à arriver jusqu'à la Ville éternelle (entrée en octobre 68). Pendant ce temps, à Rome, la situation est très difficile : la ville est livrée aux partisans de Néron — pour la plupart des esclaves affranchis par celui-ci, qui pillent, volent et terrorisent la population. Nymphidius Sabinus, alors préfet du prétoire, cherche à profiter de cette situation pour se faire nommer empereur par les Prétoriens. Cependant, ces derniers — comptant sur la récompense mirobolante promise par Sabinus au nom de Galba et que ce dernier doit leur livrer à son arrivée —, refusent la proposition et le tuent en juillet 68.
Si l'autorité de Galba à Rome est plus ou moins reconnue, elle l'est sans conteste dans les provinces. Seules les légions de Germanie, qui ont vaincu Caius Julius Vindex auparavant, grondent en voyant que seuls les prétoriens profitent de l'accession au trône de Galba.
L'arrivée à Rome n'est en rien triomphale. Il faut en effet supprimer tous les partisans de Néron qui refusent de reprendre leur ancien statut d'esclave. Or, beaucoup d'entre eux sont d'anciens marins, ce qui rend le sacrifice douloureux pour l'armée (les soldats sont obligés de tuer leurs ex-compagnons).
Galba, assez âgé, est totalement manipulé par ses conseillers, Titus Vinius, Cornelius Laco et Icelus, lesquels ne s'entendent pas, sauf sur l'opportunité financière que constitue le pouvoir. Galba commet ainsi, probablement sur les conseils de ces trois hommes, des erreurs qui finissent par exaspérer le peuple de Rome, le patriciat et l'armée (refus de payer la prime promise, le donativum, aux prétoriens). Les légions de Germanie se révoltent aussi contre Galba pour n'avoir pas récompensé les mérites de leur lutte contre Vindex.
Galba commet sa dernière erreur en adoptant Lucius Calpurnius Piso Frugi Licinianus, ou Pison (parent du Pison exécuté par Néron). Galba perd ainsi l'un de ses plus anciens soutiens, Othon, gouverneur de Lusitanie, qui obtient la faveur des prétoriens et assassine Galba.

### Le règne d'Othon
Le même jour, le 15 janvier 69, le Sénat, incapable de faire face à la garde prétorienne, nomme Othon empereur. Othon doit faire face à deux difficultés majeures : l’hostilité du Sénat qui regrette Galba et la révolte des légions de Germanie commandées par Vitellius, ce dernier étant proclamé empereur par ses légions. Les prémices d'une guerre civile se multiplient.
Les deux armées se rencontrent à la bataille de Bedriac. Les troupes d'Othon sont défaites et celui-ci se suicide peu de temps après, en faisant valoir qu'il ne veut plus sacrifier inutilement d'autres vies.

### Le règne de Vitellius
À peine empereur, Vitellius doit faire face à la révolte des légions de Judée qui proclament Vespasien empereur. Laissant à son fils, Titus, le soin de terminer les opérations dans la région, le général vainqueur Vespasien se met à la tête de ses troupes.
Lors de la seconde bataille de Bedriac, Mucius affronte l'armée de Vitellius et la défait. Vitellius parvient à rentrer à Rome et à cacher la nouvelle de sa défaite. Quand le peuple l'apprend, il met fin au règne de Vitellius, lapidé par la foule romaine et dont le corps est jeté dans le Tibre.

### La fin de la guerre civile et le début du règne de Vespasien
Le 22 décembre 69, Vespasien est couronné empereur par le Sénat et fonde la dynastie des Flaviens.

## Les Quatre empereurs
- Galba, empereur de juin 68 à janvier 69 ;
- Othon, empereur de janvier 69 à avril 69 ;
- Vitellius, empereur d'avril 69 à décembre 69 ;
- Vespasien, empereur de décembre 69 à juin 79.

### Sources antiques
- Tacite, Histoires.
- Suétone, Vie des douze Césars, livres VI à X (Vie de Néron, Vie de Galba, Vie d'Othon, Vie de Vitellius, Vie de Vespasien).
- Plutarque, Vies parallèles, Artaxerxès-Aratos. Galba-Othon.
- Dion Cassius, Histoire romaine, livres LXIII et LXIV.
- Flavius Josèphe, Antiquités judaïques, Guerre des Juifs, Autobiographie.